# Epilobium gerardi
Epilobium gerardi är en dunörtsväxtart som beskrevs av Georges Rouy och Camus. Epilobium gerardi ingår i släktet dunörter, och familjen dunörtsväxter. Inga underarter finns listade i Catalogue of Life.